# Allsvenskan i bandy 1986/1987
Allsvenskan i bandy 1986/1987 var Sveriges högsta division i bandy för herrar säsongen 1986/1987. Södergruppstrean IFK Motala lyckades vinna svenska mästerskapet efter seger med 3-2 efter sudden death mot södergruppstvåan IF Boltic i finalmatchen på Söderstadion i Stockholm den 22 mars 1987.

## Förlopp
Skytteligan vanns av Patrick Johansson, Vetlanda BK med 37 fullträffar..

## Seriespelet

### Norrgruppen
Spelades 23 november 1986-25 februari 1987.
| Nr | Lag            | S  | V  | O | F  | +/-    | P  |
| -- | -------------- | -- | -- | - | -- | ------ | -- |
| 1  | Sandvikens AIK | 21 | 15 | 3 | 3  | 108-74 | 33 |
| 2  | Västerås SK    | 21 | 11 | 6 | 4  | 94-64  | 28 |
| 3  | Selånger SK    | 21 | 10 | 3 | 8  | 85-66  | 23 |
| 4  | Ljusdals BK    | 21 | 10 | 3 | 8  | 80-67  | 23 |
| 5  | Edsbyns IF     | 21 | 10 | 3 | 8  | 68-59  | 23 |
| 6  | Falu BS        | 21 | 10 | 2 | 9  | 83-75  | 22 |
| 7  | Brobergs IF    | 21 | 4  | 1 | 16 | 61-99  | 9  |
| 8  | Bollnäs GIF    | 21 | 3  | 1 | 17 | 51-126 | 7  |

### Södergruppen
Spelades 23 november 1986-25 februari 1987.
| Nr | Lag            | S  | V  | O | F  | +/-    | P  |
| -- | -------------- | -- | -- | - | -- | ------ | -- |
| 1  | Vetlanda BK    | 21 | 17 | 3 | 1  | 116-45 | 37 |
| 2  | IF Boltic      | 21 | 13 | 3 | 5  | 115-51 | 29 |
| 3  | IFK Motala     | 21 | 12 | 5 | 4  | 80-55  | 29 |
| 4  | IFK Kungälv    | 21 | 12 | 2 | 7  | 100-65 | 26 |
| 5  | Villa BK       | 21 | 8  | 0 | 13 | 54-91  | 16 |
| 6  | IFK Vänersborg | 21 | 7  | 1 | 13 | 57-92  | 15 |
| 7  | Örebro SK      | 21 | 4  | 1 | 16 | 64-111 | 9  |
| 8  | IF Göta        | 21 | 3  | 1 | 17 | 34-110 | 7  |

## Seriematcherna

### Norrgruppen
- 23 november 1986 Brobergs IF-Falu BS 3-5
- 23 november 1986 Edsbyns IF-Västerås SK 2-2
- 23 november 1986 Sandvikens AIK-Bollnäs GIF 8-2
- 23 november 1986 Selånger SK-Ljusdals BK 11-2

- 30 november 1986 Bollnäs-Selånger 1-3
- 30 november 1986 Falun-Edsbyn 1-0
- 30 november 1986 Ljusdal-Sandviken 6-0
- 30 november 1986 Västerås-Broberg 4-2

- 7 december 1986 Edsbyn-Broberg 8-3
- 7 december 1986 Falun-Västerås 3-2
- 7 december 1986 Ljusdal-Bollnäs 6-2
- 7 december 1986 Selånger-Sandviken 8-3

- 11 december 1986 Bollnäs-Falun 4-3
- 14 december 1986 Broberg-Selånger 5-3
- 14 december 1986 Sandviken-Edsbyn 3-0
- 14 december 1986 Västerås-Ljusdal 3-5

- 21 december 1986 Broberg-Sandviken 3-5
- 21 december 1986 Edsbyn-Selånger 4-3
- 21 december 1986 Falun-Ljusdal 4-3
- 21 december 1986 Västerås-Bollnäs 5-1

- 26 december 1986 Bollnäs-Edsbyn 2-5
- 26 december 1986 Ljusdal-Broberg 5-0
- 26 december 1986 Sandviken-Västerås 6-6
- 26 december 1986 Selånger-Falun 4-4

- 28 december 1986 Broberg-Bollnäs 5-2
- 28 december 1986 Edsbyn-Ljusdal 5-2
- 28 december 1986 Falun-Sandviken 1-2
- 28 december 1986 Västerås-Selånger 4-0

- 31 december 1986 Bollnäs-Sandviken 0-13
- 31 december 1986 Falun-Broberg 7-2
- 31 december 1986 Ljusdal-Selånger 3-1
- 31 december 1986 Västerås-Edsbyn 2-1

- 4 januari 1987 Broberg-Västerås 1-6
- 4 januari 1987 Sandviken-Ljusdal 5-1

- 6 januari 1987 Edsbyn-Sandviken 3-4
- 6 januari 1987 Falun-Bollnäs 6-1
- 6 januari 1987 Ljusdal-Västerås 5-1

- 14 januari 1987 Sandviken-Selånger 3-1
- 14 januari 1987 Västerås-Falun 4-1

- 16 januari 1987 Edsbyn-Falun 3-7
- 16 januari 1987 Selånger-Broberg 4-2
- 17 januari 1987 Bollnäs-Ljusdal 2-2

- 18 januari 1987 Bollnäs-Västerås 1-5
- 18 januari 1987 Ljusdal-Falun 6-3
- 18 januari 1987 Sandviken-Broberg 4-3
- 18 januari 1987 Selånger-Edsbyn 4-3

- 20 januari 1987 Västerås-Sandviken 7-8
- 21 januari 1987 Broberg-Ljusdal 6-3
- 21 januari 1987 Edsbyn-Bollnäs 5-1
- 21 januari 1987 Falun-Selånger 5-2

- 23 januari 1987 Bollnäs-Broberg 3-1
- 23 januari 1987 Ljusdal-Edsbyn 2-2
- 23 januari 1987 Sandviken-Falun 4-3
- 23 januari 1987 Selånger-Västerås 3-4

- 25 januari 1987 Broberg-Selånger 3-3
- 25 januari 1987 Falun-Ljusdal 6-5
- 25 januari 1987 Sandviken-Edsbyn 5-1
- 25 januari 1987 Västerås-Bollnäs 10-4

- 27 januari 1987 Broberg-Edsbyn 3-4
- 31 januari 1987 Selånger-Bollnäs 7-2

- 11 februari 1987 Edsbyn-Broberg 3-1
- 11 februari 1987 Ljusdal-Bollnäs 4-3
- 11 februari 1987 Selånger-Sandviken 5-4
- 11 februari 1987 Västerås-Falun 8-4

- 13 februari 1987 Bollnäs-Falun 5-4
- 13 februari 1987 Ljusdal-Västerås 3-3
- 13 februari 1987 Sandviken-Broberg 8-3
- 13 februari 1987 Selånger-Edsbyn 4-1

- 15 februari 1987 Broberg-Ljusdal 0-8
- 15 februari 1987 Edsbyn-Bollnäs 9-3
- 15 februari 1987 Falun-Sandviken 4-4
- 15 februari 1987 Västerås-Selånger 5-5

- 18 februari 1987 Bollnäs-Broberg 0-9
- 18 februari 1987 Ljusdal-Edsbyn 3-4
- 18 februari 1987 Sandviken-Västerås 5-5
- 18 februari 1987 Selånger-Falun 6-2

- 22 februari 1987 Broberg-Falun 3-7
- 22 februari 1987 Edsbyn-Västerås 1-1
- 22 februari 1987 Sandviken-Ljusdal 4-3
- 22 februari 1987 Selånger-Bollnäs 6-3

- 25 februari 1987 Bollnäs-Sandviken 9-10
- 25 februari 1987 Falun-Edsbyn 3-4
- 25 februari 1987 Ljusdal-Selånger 3-2
- 25 februari 1987 Västerås-Broberg 7-3

### Södergruppen
- 23 november 1986 IF Göta-IFK Motala 1-1
- 23 november 1986 IFK Kungälv-Vetlanda BK 2-2
- 23 november 1986 IFK Vänersborg-IF Boltic 4-2
- 23 november 1986 Örebro SK-Villa BK 3-5

- 30 november 1986 Boltic-Kungälv 7-1
- 30 november 1986 Motala-Örebro 5-0
- 30 november 1986 Vetlanda-Vänersborg 9-1
- 30 november 1986 Villa-IF Göta 3-0

- 5 december 1986 IF Göta-Örebro 2-5
- 7 december 1986 Kungälv-Vänersborg 4-1
- 7 december 1986 Vetlanda-Boltic 4-4
- 7 december 1986 Villa-Motala 1-7

- 14 december 1986 Boltic-Villa 4-2
- 14 december 1986 Motala-Kungälv 8-0
- 14 december 1986 Vänersborg-IF Göta 3-0
- 14 december 1986 Örebro-Vetlanda 5-6

- 21 december 1986 Boltic-Örebro 6-4
- 21 december 1986 Kungälv-Villa 8-1
- 21 december 1986 Vetlanda-IF Göta 3-1
- 21 december 1986 Vänersborg-Motala 2-5

- 26 december 1986 IF Göta-Boltic 0-3
- 26 december 1986 Motala-Vetlanda 2-3
- 26 december 1986 Villa-Vänersborg 5-0
- 26 december 1986 Örebro-Kungälv 4-11

- 28 december 1986 Boltic-Motala 3-3
- 28 december 1986 Kungälv-IF Göta 6-1
- 28 december 1986 Vetlanda-Villa 4-2
- 28 december 1986 Vänersborg-Örebro 2-3

- 31 december 1986 Boltic-Vänersborg 7-0
- 31 december 1986 Motala-IF Göta 6-1
- 31 december 1986 Vetlanda-Kungälv 6-2
- 31 december 1986 Villa-Örebro 9-4

- 4 januari 1987 IF Göta-Villa 2-4
- 4 januari 1987 Kungälv-Boltic 2-4
- 4 januari 1987 Vänersborg-Vetlanda 2-7
- 4 januari 1987 Örebro-Motala 1-2

- 6 januari 1987 Boltic-Vetlanda 2-4
- 6 januari 1987 Motala-Villa 2-1
- 6 januari 1987 Vänersborg-Kungälv 1-3
- 6 januari 1987 Örebro-IF Göta 3-5

- 14 januari 1987 IF Göta-Vänersborg 1-6
- 14 januari 1987 Kungälv-Motala 3-3
- 14 januari 1987 Vetlanda-Örebro 13-4
- 14 januari 1987 Villa-Boltic 2-5

- 18 januari 1987 IF Göta-Vetlanda 0-6
- 18 januari 1987 Motala-Vänersborg 6-2
- 18 januari 1987 Villa-Kungälv 1-12
- 18 januari 1987 Örebro-Boltic 5-5

- 21 januari 1987 Boltic-IF Göta 10-0
- 21 januari 1987 Kungälv-Örebro 3-6
- 21 januari 1987 Vetlanda-Motala 6-1
- 21 januari 1987 Vänersborg-Villa 1-0

- 23 januari 1987 IF Göta-Kungälv 1-8
- 23 januari 1987 Motala-Boltic 5-2
- 23 januari 1987 Villa-Vetlanda 1-8
- 23 januari 1987 Örebro-Vänersborg 6-4

- 25 januari 1987 Boltic-Örebro 6-1
- 25 januari 1987 Motala-Vänersborg 5-5
- 25 januari 1987 Vetlanda-IF Göta 5-2
- 25 januari 1987 Villa-Kungälv 5-1

- 11 februari 1987 IF Göta-Boltic 0-14
- 11 februari 1987 Kungälv-Vetlanda 7-2
- 11 februari 1987 Vänersborg-Villa 5-1
- 11 februari 1987 Örebro-Motala 2-4

- 13 februari 1987 Boltic-Kungälv 7-1
- 13 februari 1987 Motala-IF Göta 4-0
- 13 februari 1987 Vetlanda-Vänersborg 4-1
- 13 februari 1987 Villa-Örebro 2-1

- 15 februari 1987 Boltic-Motala 7-3
- 15 februari 1987 Kungälv-Örebro 2-0
- 15 februari 1987 Vetlanda-Villa 8-0
- 15 februari 1987 Vänersborg-IF Göta 9-2

- 18 februari 1987 IF Göta-Kungälv 2-6
- 18 februari 1987 Motala-Vetlanda 2-2
- 18 februari 1987 Villa-Boltic 4-3
- 18 februari 1987 Örebro-Vänersborg 3-5

- 22 februari 1987 IF Göta-Örebro 5-3
- 22 februari 1987 Motala-Villa 5-3
- 22 februari 1987 Vetlanda-Boltic 5-3
- 22 februari 1987 Vänersborg-Kungälv 2-8

- 25 februari 1987 Boltic-Vänersborg 11-1
- 25 februari 1987 Kungälv-Motala 10-1
- 25 februari 1987 Villa-IF Göta 2-8
- 25 februari 1987 Örebro-Vetlanda 1-9

## Slutspel om svenska mästerskapet 1987

### Kvartsfinaler (bäst av fem)
- 1 mars 1987: Sandvikens AIK-IFK Kungälv 5-10
- 1 mars 1987: IFK Motala-Ljusdals BK 5-3
- 1 mars 1987: Vetlanda BK-Västerås SK 3-1
- 1 mars 1987: Selånger SK-IF Boltic 1-4

- 3 mars 1987: IFK Kungälv-Sandvikens AIK 2-1 efter sudden death
- 4 mars 1987: Ljusdals BK-IFK Motala 3-2
- 4 mars 1987: Västerås SK-Vetlanda BK 3-4
- 4 mars 1987: IF Boltic-Selångers SK 4-3

- 6 mars 1987: Sandvikens AIK-IFK Kungälv 6-3
- 6 mars 1987: IFK Motala-Ljusdals BK 8-1
- 6 mars 1987: Vetlanda BK-Västerås SK 10-3 (Vetlanda BK vidare med 3-0 i matcher)
- 6 mars 1987: Selånger SK-IF Boltic 4-3

- 8 mars 1987: IFK Kungälv-Sandvikens AIK 2-3
- 8 mars 1987: Ljusdals BK-IFK Motala 1-7 (IFK Motala vidare med 3-1 i matcher)
- 8 mars 1987: IF Boltic-Selångers SK 9-2 (IF Boltic vidare med 3-1 i matcher)

- 10 mars 1987: IFK Kungälv-Sandvikens AIK 5-3 (IFK Kungälv vidare med 3-2 i matcher)

### Semifinaler (bäst av tre)
- 13 mars 1987: IFK Kungälv-IFK Motala 1-2
- 13 mars 1987: Vetlanda BK-IF Boltic 5-0

- 15 mars 1987: IFK Motala-IFK Kungälv 5-2 (IFK Motala vidare med 2-0 i matcher)
- 15 mars 1987: IF Boltic-Vetlanda BK 3-2 efter sudden death

- 17 mars 1987: Vetlanda BK-IF Boltic 1-3 (IF Boltic vidare med 2-1 i matcher)

### Final
- 22 mars 1987: IFK Motala-IF Boltic 3-2 efter sudden death (Söderstadion, Stockholm)